# Ferrisia multiformis
Ferrisia multiformis är en insektsart som beskrevs av Granara de Willink 1991. Ferrisia multiformis ingår i släktet Ferrisia och familjen ullsköldlöss. Inga underarter finns listade i Catalogue of Life.